# Carlo Perosi
Carlo Perosi (Tortona, 18 de dezembro de 1868 - Roma, 22 de fevereiro de 1930) foi um cardeal italiano da Igreja Católica que serviu como secretário da Congregação Consistorial Sagrada de 1928 até sua morte, e foi elevado ao cardinalato em 1926.

## Biografia
Carlo Perosi nasceu em Tortona como um dos doze filhos, dos quais apenas seis sobreviveram à infância; ele era o irmão do padre Lorenzo Perosi e Marziano Perosi . Frequentou o seminário em Tortona e foi ordenado ao sacerdócio em 8 de novembro de 1891. Depois foi para Roma , onde estudou na Pontifícia Universidade Gregoriana e no Pontifício Colégio Lombardo, ao lado de Luigi Sincero e Mario Nasalli Rocca di Corneliano.
Ao retornar a Tortona, Perosi assumiu seu ministério pastoral , servindo também como oficial diocesano e professor e vice- reitor em seu seminário. Tornou-se conselheiro adjunto dos Conselhos provinciais em Roma, em 21 de setembro de 1904, e visitador apostólico nos seminários da Sicília em 1907. Foi elevado ao posto de Prelado nacional de Sua Santidade em 15 de maio de 1907.
Em 20 de outubro de 1908, Perosi entrou ao serviço da Cúria Romana como substituto da Sagrada Congregação Consistorial. Mais tarde, foi nomeado regente da Penitenciária Apostólica (7 de dezembro de 1911), cânon da Basílica da Libéria (1915), assessor do Santo Ofício (8 de dezembro de 1916) e cânone da Basílica de São Pedro (6 de março de 1917).
Elevado ao Colégio dos Cardeais antes de receber sua consagração episcopal , Perosi foi criado Cardeal-Diácono de S. Eustáquio pelo Papa Pio XI no consistório de 21 de junho de 1926. Ele foi nomeado Pro - Secretário da Sagrada Congregação Consistorial em 10 de fevereiro de 1928, subindo para se tornar Secretário Geral no dia 1 de novembro seguinte. Como secretário, Perosi era efetivamente o chefe daquele dicastério , pois o papa possuía o título nominal de prefeito naquela época.
O cardeal morreu em Roma, aos 61 anos, e foi enterrado no Campo Verano .
Lorenzo Perosi dedicou a partitura de seu oratório Il sogno interpretato à memória de seu irmão Carlo.